# Shannon Rempel
Shannon Rempel, née le 26 novembre 1984 à Winnipeg, est une patineuse de vitesse canadienne.

## Carrière
Chez les juniors, elle est championne du monde en 2003.
Elle est médaillée d'argent en poursuite par équipes aux Jeux olympiques d'hiver de 2006 en participant aux qualifications et médaillée d'or aux Mondiaux de 2007, toujours en poursuite par équipes.